# Sergei Rublevsky
Sergei Rublevsky (15 de outubro de 1974) é um jogador de xadrez da Rússia com diversas participações nas Olimpíadas de xadrez. Rublevsky participou da edição de Moscou (1994) conquistando a medalha de bronze por equipes com a equipe B da Rússia, jogando no quarto tabuleiro. Nas edições seguintes, Yerevan (1996), Elista (1998), Istambul (2000) e Bled (2002), conquistou a medalha de ouro por equipes. Em Khanty-Mansiysk (2010) ganhou a medalha de bronze por participação individual no terceiro tabuleiro.